# Thagria rutatus
Thagria rutatus är en insektsart som beskrevs av William Lucas Distant 1908. Thagria rutatus ingår i släktet Thagria och familjen dvärgstritar. Inga underarter finns listade i Catalogue of Life.